# 五十畑迅人
五十畑 迅人（いそはた はやと、1984年2月18日 - ）は、日本の俳優、声優。東京都出身。芸能プロダクションGRASS所属。

## 来歴
東映アカデミー出身の元子役であり、2002年頃まで同所に所属していた。
2007年以降は声優としてのみの活動となったが、2008年以降の活動実績は無い。所属事務所公式サイトでは同時期以降、顔写真の代わりにイラストが掲載されている。
以降、何の音沙汰も無かったが、『3年B組金八先生』で共演したことのある本橋卓朗のツイートによれば、武田鉄矢の古希の誕生日会に出席しているという。

## 出演

### テレビドラマ
- 松ヶ枝町サーガ（1995年）
- 渡る世間は鬼ばかり第3シリーズ（1996年-1997年） - 小川隆
- 3年B組金八先生第5・6シリーズ、SP10（1999年-2002年） - 山田邦平
- お前の諭吉が泣いている（2001年） - 上杉哲
- 僕たちの戦争（2006年） - 橋口幸郎

### オリジナルビデオ
- ある日突然に…君に「いじめ」は似合わない（制作:グランプリ、1998年） - 主演:卓也

### 映画
- 愛を乞うひと（1998年） - 武則
- コキーユ（1998年） - 息子
- オサムの朝（1999年） - 勉
- リリィ・シュシュのすべて（2001年） - 飯田侍典

### 舞台
- 2003年8月、2005年8月「3年B組金八先生 夏休みの宿題」 - 倉持響介
- 2004年4月・10月・11月「新・美空ひばり物語〜不死鳥ふたたび〜」 - 加藤和也

### CM
- ヤングアニマル（2004年）

### 声の出演
- ホーホケキョ となりの山田くん（1999年） - 山田のぼる（声の出演）
- おねがいマイメロディ 〜くるくるシャッフル!〜（2006年） - 柊 潤
- おねがいマイメロディ すっきり♪（2007年） - 柊 潤
- おねがいマイメロディ 〜くるくるシャッフル!〜 キャラクターソングアルバム Boys（柊 潤）